# Drino incompta
Drino incompta là một loài ruồi trong họ Tachinidae.